# St. Georg (Auernheim bei Treuchtlingen)

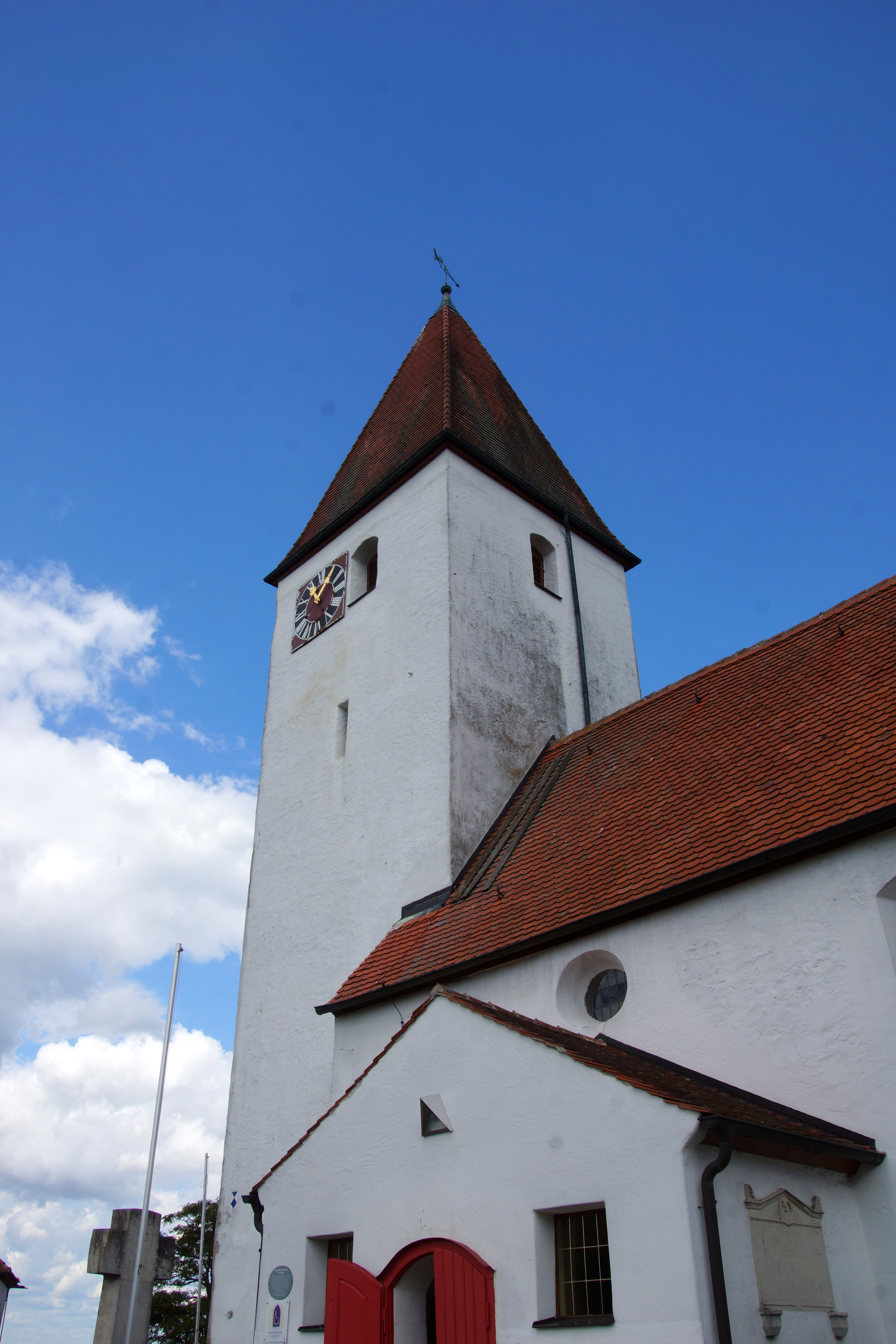
St. Georg Auernheim (Treuchtlingen) im Juli 2020

Die St.-Georgs-Kirche ist ein evangelisch-lutherisches Kirchengebäude, das im Gemeindeteil Auernheim der Stadt Treuchtlingen im mittelfränkischen Landkreis Weißenburg-Gunzenhausen steht. Das denkmalgeschützte Bauwerk ist unter der Denkmalnummer D-5-77-173-48 als Baudenkmal in die Bayerische Denkmalliste eingetragen. Die Kirche gehört zum Dekanat Heidenheim im Kirchenkreis Ansbach-Würzburg der Evangelisch-Lutherischen Kirche in Bayern. Die Kirche steht im Ortskern in Ortsrandlage an der Windischhausener Gasse auf einer Höhe von 632 Metern über NHN, womit die Kirche eine der höchstgelegenen Mittelfrankens ist. Östlich grenzt der Friedhof an.

## Beschreibung
Zwischen 1057 und 1075 wurde eine Wehrkirche errichtet, von ihr ist der ehemalige Chorturm, der mit einem Pyramidendach bedeckt ist, im Kern erhalten. An ihn wurde im späten Mittelalter das mit einem Satteldach bedeckte Langhaus nach Osten angebaut. 1728 wurde die Kirche geostet. Im Osten des Langhauses wurde durch einen Chorbogen ein Chor abgetrennt, an dessen Südwand die Sakristei steht. Im Glockenstuhl des Turms hängen drei Kirchenglocken. 
Der Innenraum des Langhauses ist mit einer Flachdecke überspannt. Zur Kirchenausstattung gehören ein einfacher Altar und eine einfache Kanzel, beide um 1680 gebaut. Die Orgel auf der Empore hat zehn Register und zwei Manuale.